# Benjaminia
Benjaminia is een geslacht van insecten uit de orde vliesvleugeligen (Hymenoptera) en de familie Ichneumonidae.

## Soorten
- B. aridens Kasparyan, 1976
- B. carlsoni Wahl, 1989
- B. euphydryadis (Viereck, 1925)
- B. franklini Wahl, 1989
- B. fumigator Aubert, 1971
- B. fuscipennis (Provancher, 1888)
- B. horstmanni Wahl, 1989
- B. kasparyani Wahl, 1989
- B. maurus Wahl, 1989
- B. paeminosa Wahl, 1989
- B. pellogonia Wahl, 1989
- B. phaeothrix Wahl, 1989
- B. polonica Sawoniewicz, 1973
- B. shawi Wahl, 1989
- B. whitei Wahl, 1989